# Parafia św. Jadwigi Królowej w Radzicach
Parafia św. Jadwigi Królowej i św. Brata Alberta w Radzicach – jedna z 11 parafii dekanatu drzewickiego diecezji radomskiej. 

## Historia
- Dom zbudowany przed II wojną światową został zaadaptowany na kaplicę tymczasową w 1977. W latach 1978–1985 istniał przy niej dojazdowy punkt duszpasterski z parafii Drzewica. Parafia została erygowana 1 stycznia 1986 przez bp. Edwarda Materskiego z wydzielonych wiosek parafii Drzewica i Sołek. Kościół pw. św. Jadwigi Królowej i św. Brata Alberta według projektu arch. Tadeusza Derlatki i arch. Jana Kratki z Radomia oraz konstr. Jerzego Komorowskiego zbudowano w latach 1982–1986 staraniem ks. Wojciecha Nowakowskiego. Poświęcił go w stanie surowym 19 lipca 1987 bp. Edward Materski. Konsekracja kościoła odbyła się 11 października 1998, a dokonał jej bp. Stefan Siczek. Kościół jest w stylu neogotyckim, jednonawowy z czerwonej cegły.

## Proboszczowie
- 1986 – 2012 – ks. kan. Wojciech Nowakowski
- 2012 – nadal – ks. Janusz Barnaś

## Terytorium
- Do parafii należą: Radzice Duże, Radzice Małe, Giełzów (nr 1–25 i 35), Świerczyna, Werówka[1].